# Gabriel Davioud
Gabriel Jean Antoine Davioud (París, 30 de octubre de 1824 - París, 6 de abril de 1881) fue un arquitecto representante del eclecticismo de moda bajo Napoleón III. 
Tras haber obtenido el Segundo Gran Premio de Roma, Davioud es nombrado inspector general de los trabajos de arquitectura de la ciudad de París, y arquitecto jefe al servicio de los paseos y plantaciones. Es uno de los colaboradores del barón Haussmann y construye numerosos edificios en París. 

## Obras

### París

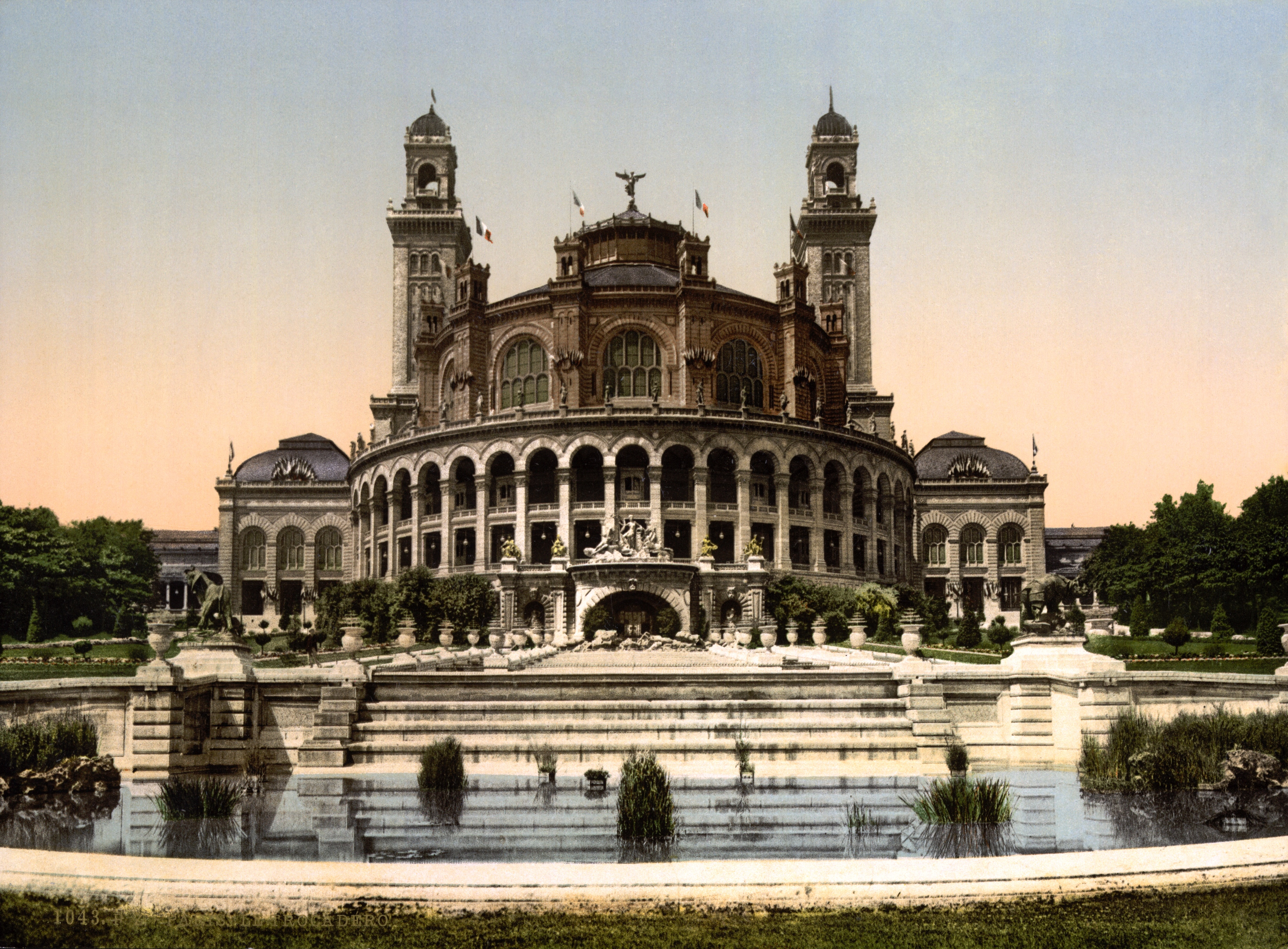
El antiguo Palacio del Trocadero, durante la Exposición Universal de París (1900)

- Los dos teatros de la plaza de Châtelet: el Teatro del Châtelet y el Teatro Sarah Bernhardt (desbautizado de "Teatro de la Ciudad" durante la ocupación militar y actual "Teatro de la Villa ") (1874), así como la Fuente de Palmier.
- Para la Exposición Universa de 1878 realiza antiguo Palacio del Trocadero, con Jules Bourdais destruido para la Exposición Universa de 1937 (Ver aquí), distrito XVI.
- El Panorama Nacional realizado para la Exposición Universal de 1855 convertido en el Théâtre du Rond-Point Renaud-Barrault, VIII distrito.
- "Magasins-Réunis" de la plaza de la República de París, XI distrito (1867) (actuales tiendas Darty-Habitat-Go deporte).
- Cuartel de la plaza de la República, X distrito.
- Ayuntamiento del XIX distrito (1876-1878), plaza Armand-Carrel con Jules Bourdais.
- Fuente de Saint-Michel, plaza Saint-Michel, V distrito (1860).
- Fuente de las Quatre-Parties-du-Monde y la avenida del Observatorio (con Jean-Baptiste Carpeaux), VI distrito.
- Planos de los jardines de los Campos Elíseos.
- Rejas del parque Monceau, 8 º distrito, y de la plaza del Templo, III Distrito.
- Fuente de Château d'eau plaza Daumesnil.
- Pabellones de entrada del Bois de Boulogne.
- Plaza de Batignolles.
- Templo de la Sybille en la isla del Belvédère en el Parc des Buttes-Chaumont, (1869).

### Provincia
- Teatro de Étampes, construido entre 1851-1852 gracias a una suscripción pública.
- Houlgate:Villa La Brise(31, rue de Caumont), villa construida en 1866, para él mismo. Publicada por Eugène Viollet-le-Duc enHabitations modernas(1874-1877).

- Wikimedia Commons alberga una categoría multimedia sobre Gabriel_Davioud.

- Datos: Q979605
- Multimedia: Gabriel Davioud / Q979605